# Trelawny Parish
Trelawny Parish (v jamajském patois Trilaani) je farnost v Cornwall County na severozápadě Jamajky, hlavním městem farnosti je Falmouth. Trelawny Parish hraničí na východně s farností Saint Ann, na západě s farností Saint James a na jihu s farnostmi Saint Elizabeth a Manchester. Farnost Trelawny má rozlohu 874 km² a v roce 2001 v ní žilo 74 tisíc obyvatel.
Je rodištěm slavného sprintera na 100 a 200 metrů Usaina Bolta.